# Escoles Municipals de Nalec
Les Escoles Municipals de Nalec són una obra de Nalec (Urgell) protegida com a bé cultural d'interès local.

## Descripció
L'edifici de l'escola consta d'un cos principal de forma rectangular amb coberta de tela àrab a quatre vessants i una sola planta. Aquest espai està partit en dos per tal de tenir dues classes.
Cada classe té quatre finestres allargades i entre classe i classe hi ha un petit cos adossat que interromp la façana. Aquest petit cos consta de dues finestres petites i coberta a tres vessants aquí hi ha els lavabos separats per un envà.
A banda i banda del cos principal hi ha dos cossos adossats, de menor alçada i coberta a tres vessants. Aquests cossos laterals presenten dues finestres a la façana principal, una de sola a la façana lateral i la porta a la façana posterior. Per aquesta porta s'accedeix de manera independent a cada classe.

## Història
Abans de la construcció d'aquest edifici les escoles estaven situades a la plaça del Forn en un immoble que va ser reformat l'any 1919 per l'arquitecte Ignacio de Vilallonga.
Posteriorment es va posar de manifest la necessitat de construir un edifici específic destinat a escoles unitàries i es va fer el projecte seguint les directrius marcades per la "Dirección General de Primera Enseñanza" establertes per Real Decreto de 17 de desembre de 1928. El projecte inicial va quedar aturat i va patir algunes modificacions.
El 16 de març de 1932 es redacta i publica el Plec de condicions per a l'adjudicació, en forma de subhasta, de la construcció de les escoles de Nalec. L'1 de maig de 1932 es formalitza el contracte de construcció de les escoles que s'adjudica a José Sanmartí Alcobé, per un preu de mil dues-centes trenta-set pessetes. En aquell moment l'alcalde era Lorenzo Guasch Farré.
Tots els materials anaven a càrrec de l'Ajuntament, l'adjudicatari hi posava la mà d'obra, el ciment i el guix.